# Amtsgericht Neustadt an der Waldnaab
Das Amtsgericht Neustadt an der Waldnaab war ein von 1879 bis 1973 bestehendes bayerisches Gericht der ordentlichen Gerichtsbarkeit mit Sitz in der Stadt Neustadt an der Waldnaab.
Anlässlich der Einführung des Gerichtsverfassungsgesetzes am 1. Oktober 1879 wurde ein Amtsgericht zu Neustadt an der Waldnaab errichtet, dessen Sprengel aus dem vorherigen Landgerichtsbezirk Neustadt an der Waldnaab bestand und somit die damaligen Gemeinden Altenparkstein, Altenstadt an der Waldnaab, Bergnetsreuth, Diepoltsreuth, Dietersdorf, Eppenreuth, Floß, Flossenbürg, Gailertsreuth, Gösen, Grafenreuth, Ilsenbach, Kirchendemenreuth, Klobenreuth, Lanz, Meerbodenreuth, Neuhaus, Neustadt an der Waldnaab, Oed, Parkstein, Püchersreuth, Roschau, Schlattein, Schönbrunn, Schwand, Schwarzenbach, Störnstein, Wendersreuth, Windischeschenbach und Wurz enthielt. Übergeordnete Gerichte im Instanzenzug waren das Landgericht Weiden in der Oberpfalz und das Oberlandesgericht Nürnberg.
Durch die Aufhebung des Amtsgerichts Erbendorf am 1. Oktober 1929 vergrößerte sich der Amtsgerichtsbezirk Neustadt an der Waldnaab noch um die Orte Altenstadt, Bernstein, Burggrub, Erbendorf, Grötschenreuth, Hauxdorf, Krummennaab, Naabdemenreuth, Neuenreuth, Pfaben, Reuth bei Erbendorf, Röthenbach am Steinwald, Siegritz, Thumsenreuth, Trautenberg, Wetzldorf sowie Wildenreuth.
Mit Wirkung vom 1. Oktober 1938 wurde die Gemeinde Schwarzenbach dem Amtsgericht Weiden in der Oberpfalz zugelegt.
Mit Inkrafttreten des Gesetzes über die Organisation der ordentlichen Gerichte im Freistaat Bayern (GerOrgG) am 1. Juli 1973 wurde das Amtsgericht Neustadt an der Waldnaab aufgehoben und aus seinem Bezirk die zum jetzigen Landkreis Tirschenreuth gehörenden Orte Erbendorf, Grötschenreuth, Hauxdorf, Krummennaab, Reuth bei Erbendorf, Röthenbach am Steinwald, Thumsenreuth, Wetzldorf und Wildenreuth dem Amtsgericht Tirschenreuth sowie die übrigen weiterhin zum Landkreis Neustadt an der Waldnaab zählenden Ortschaften dem Amtsgericht Weiden zugeteilt.